# Fontana di piazza Pola

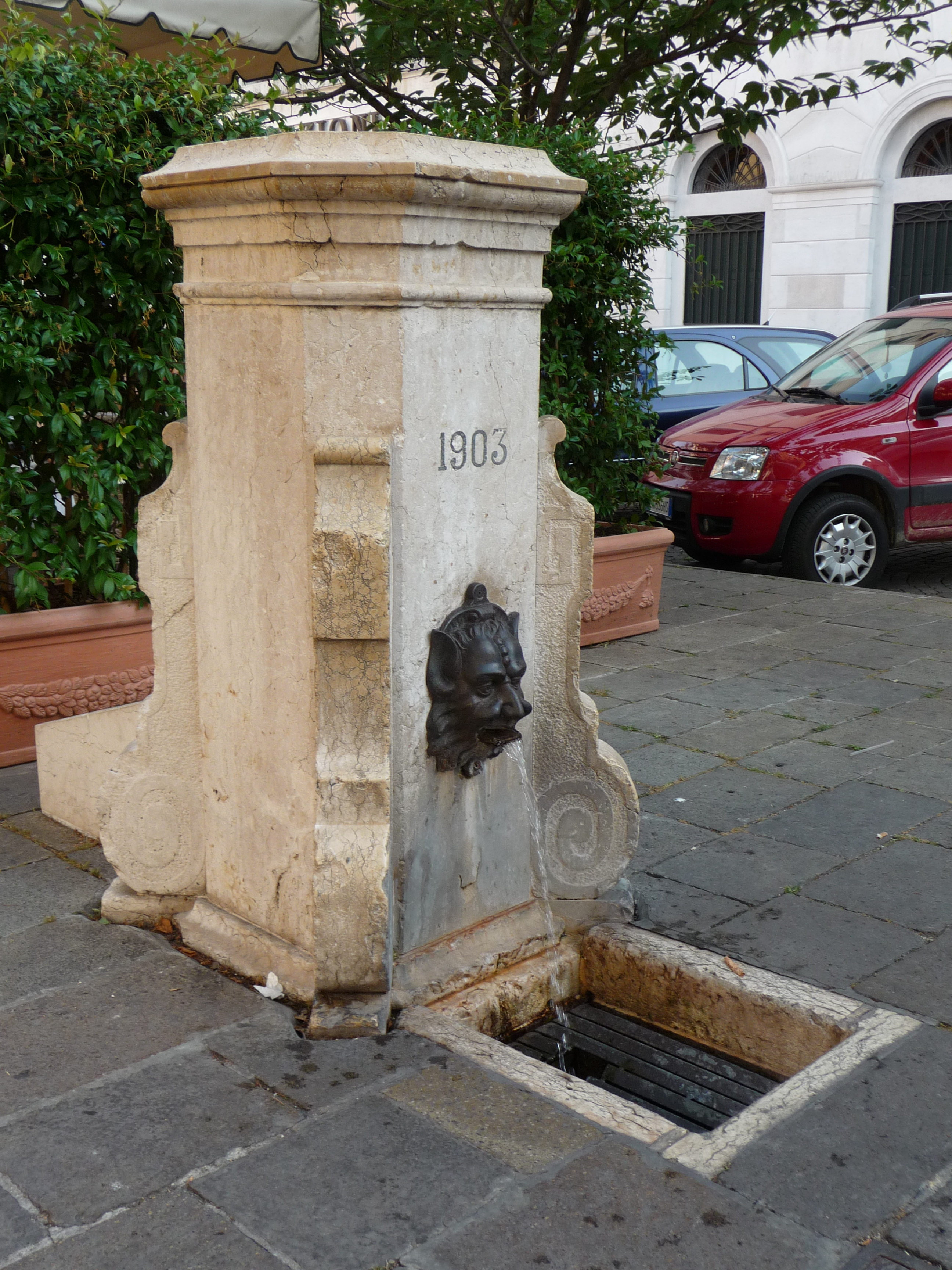
Fontana di piazza Pola

La fontana di piazza Pola (piazza dei Cerchi fino al 1883, ovvero dei Sergi - cognome di origine dei Pola - trasposizione dal dialettale Serci) è una fontana di Treviso che si trova nell'omonima piazza, rivolta verso via Paris Bordone.

## Storia
La sistemazione della fontana fu voluta quasi a furor di popolo all'inizio del '900: dopo i primi solleciti apparsi nella Gazzetta di Treviso nel numero 16-17 gennaio 1903 e la notizia dell’applicazione del fanale sulla fontana a getto continuo ad imitazione di quelli già esistenti in diversi punti della città, lo stesso foglio annuncia nel numero 8-9 marzo: La nuova fontana. Nuova per modo di dire, poiché l'acqua zampilla chiara e limpida già da parecchio tempo nel  centro del rinnovato ma non ancora completo piazzale Pola. Ieri fu scoperta la modesta colonnina in marmo, troppo modesta forse ma non impropria alla località, sostenente un fanale che speriamo non servirà alla sola apparenza. In primavera il piazzale verrà ultimato e si spera che verranno collocate all'intorno alcune panchine, veramente indispensabili .

## Descrizione
La fontana è costituita da un basamento ottagonale in pietra d’Istria ornato su quattro lati da eleganti volute.
Su un lato un mascherone in ghisa con orecchie appuntite,  chioma e barba scarmigliate, bocca aperta e guance gonfie (simbolo allegorico del bene e del male) eroga dalla bocca acqua a getto continuo.
Sopra di esso è riportata la data 1903.
Sul retro della fontana si trova una targa dedicata ai Trevigiani e ai loro parenti che durante la fine della II Guerra Mondiale sono stati vittime delle foibe.